# Методы оптимизации функционального состояния
Ме́тоды оптимиза́ции функциона́льного состоя́ния — приёмы и средства, необходимые для того, чтобы достичь оптимальное, соответствующее определённым условиям и задачам функциональное состояние.

## Классификация методов оптимизации ФС
Существует несколько классификаций методов оптимизации функционального состояния. Основу для классификации, по Л. Г. Дикой и Л. П. Гримаку, составляет направленность воздействий на определённый уровень функционирования психофизиологических систем. В данном случае классификация осуществляется по механизму осуществляемого воздействия.
В. П. Некрасов и др. выделяют вербальные и невербальные методики управления функциональным состоянием, а также аппаратурные и неаппаратурные техники.
А. Б. Леонова и А. С. Кузнецова предлагают рассматривать непосредственное положение человека по отношению к негативному воздействию (пассивный или активный субъект), а также тип направленности (опосредованный или прямой), и на основании этого классифицировать методы оптимизации функционального состояния.

## Методы опосредованного воздействия
Методы оптимизации, направленные на устранение источников неблагополучия человека, называются опосредованными. Они направленны на непосредственное устранение тех факторов, которые оказывают негативное влияние и являются причиной отрицательной динамики функционального состояния.
К подобным методам относятся:
- нормирование рабочих нагрузок;
- оптимизация режимов труда и отдыха;
- усовершенствование орудий труда;
- обогащение содержания труда для предупреждения возникновения состояний монотонии и психического пресыщения;
- нормализация рабочих условий, заключающаяся в элиминации воздействия вредных факторов окружающей среды;
- поддержание социально-психологического климата в коллективе;
- формирование заинтересованности в результатах труда.

Однако невозможно исключить из трудовой деятельности все осложняющие её факторы, поэтому нецелесообразно стремиться оптимизировать функциональное состояния, используя только методы опосредованного воздействия.

## Методы непосредственного воздействия

### Методы «внешнего» воздействия

#### Рефлексотерапия
Действие метода рефлексотерапии основано на принципе рефлекторных связей — определённые микровоздействия способствуют активации соответствующих отделов периферической и центральной нервной системы. Данный метод используют для снятия зажимов в мышцах, восстановления трофики в отдельных участках, а также он позволяет поддерживать общий уровень активации и гомеостаз. Суть метода заключается в общем воздействии на текущее функциональное состояние с помощью стимуляции определённых рефлексогенных зон. А. Б. Леонова пишет, что доказана возможность регуляции уровня энергетической мобилизации, степени эмоционального возбуждения, стимулирование интеллектуальной активности. Можно также повышать устойчивость и выносливость в условиях экстремальных ситуаций. К данному методу также относят точечную лазерную стимуляцию, электропунктуры, иглотерапию и самомассаж биологически активных точек на коже. Исходя из экспериментальных данных, в эффективности метода рефлексотерапии для повышения работоспособности и снижения стрессовой симптоматики не приходится сомневаться.

#### Нормализация режима питания
Нормализация режима питания чем-то близка к методу фармакологической коррекции, однако те вещества, которые поступают в организм человека с пищей, оказывают более стабильный стимулирующий эффект. В данном методе важна связь именно пищевого статуса человека (который может быть нормальным, недостаточным и избыточным) и функционального состояния. Данная связь пока ещё мало изучена, но логично предположить, что при недостаточном пищевом статусе понижается сопротивляемость организма, а это способствует развитию утомления и стресса.

#### Витаминотерапия и фармакотерапия
Применение фармакологических средств показано только в случае особых медицинских показаний. Фармакологический способ оптимизации может применяться только в двух случаях:
1. необходим быстрый и кратковременный эффект оптимизации функционального состояния;
2. коррекция непосредственно пограничных состояний, которые представляют опасность для выполнения деятельности.

Фармакологическое воздействие эффективно как средство снятия чрезмерного эмоционального напряжения. Оно также может использоваться при длительном переживании стресса. Предполагается, что фармакотерапия должна быть включена в состав комплексных программ психологической реабилитации — она может сочетаться с психосаморегуляцией, музыкальной терапией и другими видами психотерапевтического воздействия.
Существует достаточное количество применяемых и апробированных фармакологических средств, непосредственно влияющих на работоспособность. Их можно разделить на следующие группы:
- адаптогены;
- витамины и коферменты;
- регуляторы электролитного обмена;
- препараты, улучшающие метаболизм и энергонакопление;
- различные антиоксиданты;
- медиаторы ЦНС;
- психотропные средства (психолептики,тимолептики и психомиметики).

#### Функциональная музыка
Музыка также может использоваться с целью повышения работоспособности, коррекции негативных функциональных состояний и профилактики стресса. С помощью различных музыкальных программ можно стимулировать процесс адаптации к изменившимся условиям среды, стимулировать активное восстановление резервных ресурсов человека при длительном утомлении. Также музыка способствует снятию чрезмерных эмоциональных реакций. Однако выбор музыкальных программ должен проводиться с учётом индивидуальных особенностей. Чаще всего это обусловлено специфическими чертами представителей тех или иных профессий.

#### Свето- и цветодинамические воздействия
Цвет и уровень освещенности давно рассматриваются как факторы, которые способствуют формированию функционального комфорта и повышению работоспособности. Если говорить о непосредственном цветовом воздействии, то в В. И. Лебедев рассматривает данный метод воздействия на функциональное состояние на примере космонавтов. Космонавтам выдавались очки со сменными цветофильтрами, и было выяснено, что «оранжевый взгляд на мир» способствует повышению работоспособности, а также может использоваться при апатии и сниженном настроении. В свою очередь, сине-зеленые фильтры могут использоваться при чрезмерной эмоциональности и раздражительности. Осуществляемая произвольно и специально ориентированная цветовая репродукция образов — мощное средство эмоционального воздействия.
Однако цветодинамическое воздействие может показывать лучшие результаты, если будет использоваться в комплексе с другими психотерапевтическими воздействиями. Например, оно может выступать сопровождением при обучении навыкам ПСР, а также в коротких промежутках отдыха с целью быстрого снятия напряженности, стрессовых реакций и нормализации функционального состояния.

#### Библиотерапия
Это метод «лечебного чтения», предложенный В. М. Бехтеревым. Этот метод применяется в основном для борьбы с состоянием монотонии. Не исключается использование данного метода для борьбы со стрессовыми переживаниями или сильными эмоциональными реакциями. Данный метод оптимизации функционального состояния целесообразно вводить во время специально организованных рабочих перерывов.

#### Коммуникационные воздействия (убеждение, приказ, внушение, гипноз)
В ряде случаев гипноз применяется и в профессиональной деятельности. Например, гипноз применяется для раскрытия потенциальных резервов активности. Гипнотические воздействия применяются и с целью коррекции функционального состояния — например, для повышения психической готовности к действиям в уже постгипнотическом периоде. Более перспективным и целесообразным является проведение гипнотической терапии в сочетании с музыкальной, с дыхательной гимнастикой, аутогенной тренировкой. Однако применение гипноза не всегда необходимо. Гипноз — это особое состояние сознание, и переживание подобного в рабочие будни спасателей представляется не очень уместным. Также количество гипнабельных лиц и специалистов-гипнотерапевтов очень ограничено, что также является препятствием для внедрения данного метода в комплекс реабилитационных воздействий.

### Методы активного изменения собственного состояния
Среди психопрофилактических средств по оптимизации функционального состояния особое место занимает психологическая саморегуляция (ПСР).
Психическая саморегуляция — это регуляция различных состояний, процессов, действий самим субъектом; самовоздействие, которое осуществляется с использованием внутренних средств самого организма, с помощью его психической активности.
Данное понятие включает в себя несколько методов:
- нервно-мышечная релаксация;
- аутогенная тренировка;
- идеомоторная тренировка;
- сенсорная репродукция образов.

Данные методы в первую очередь направлены на то, чтобы обучить человека активному самовоздействию, при этом немаловажна роль психолога — психолог в целом контролирует процесс формирования необходимых внутренних средств и помогает научиться эффективно их использовать.
Задачи этих методов:
- уменьшить эмоциональную напряженность и проявление стрессовых состояний;
- активировать внутренние ресурсы;
- повысить работоспособность.

Изменение функционального состояния при использовании ПСР проходит ряд «стадий»:
1. Исходное состояние с помощью того или иного метода ПСР трансформируется в состояние релаксации или в состояние, характеризующееся более глубокой степенью аутогенного погружения;
2. Происходит внутренняя работа, направленная на снятие негативной симптоматики и усиление процессов восстановления;
3. Происходит переход от состояния релаксации к итоговому функциональному состоянию — например, к активному бодрствованию или состоянию срочной мобилизации — все зависит от целей и задач использования методов ПСР.

Тем не менее, использовать методы ПСР в качестве коррекционного средства имеет смысл только в случае развития неблагоприятных функциональных состояний.

#### Нервно-мышечная релаксация
Психоневролог Эдмунд Джейкобсон установил, что существует определённая зависимость между тонусом скелетно-мышечной мускулатуры и формами эмоционального возбуждения. Для того, чтобы справиться с негативными эмоциями (страх, тревожность, смущение), он предложил использовать простые физические упражнения, направленные на то, чтобы снять напряжение с определённых групп мышц. Таким образом, уменьшение мышечного напряжения приводит к снижению проявления негативных эмоциональных реакций. Другими словами можно сказать, что релаксация мышечная обуславливает релаксацию психологическую.
В соответствие с этим был разработан комплекс упражнений — техника нервно-мышечной релаксации. Упражнение состоит из двух условных частей: период максимального сокращения мышцы и период расслабления мышцы. Период расслабления обычно ощущается, как прилив тепла, тяжести, а также ощущением спокойствия.
Обучение данному методу оптимизации обычно проходит в три стадии:
1. На первой стадии происходит непосредственное обучение упражнениям, а также развиваются навыки произвольного расслабления определённой группы мышц в состоянии покоя.
2. На второй стадии полученные навыки объединяются в комплексы, которые могут обеспечивать как расслабление всего тела, так и отдельных участков. При этом начальные этапы все так же протекают в состоянии покоя, а затем человек может включаться в какую-либо деятельно.
3. И на третьей стадии усваивается тот самый главный навык — «навык отдыха» (habit of response), который необходим для того, чтобы в ситуациях перенапряжения самостоятельно прийти к состоянию расслабления.

Овладение данным методом оптимизации считается базовым, и затем можно переходить к освоению других, более сложных приемов ПСР.

#### Идеомоторная тренировка
Под идеомоторной тренировкой как правило понимается некое повторяющееся представление движения, которое нами понимается как реально осуществляемое движение. Такое представление может способствовать стабилизации и улучшению навыков при практической тренировке.
Л. Пиккенхайн, изучая работы Н. А. Бернштейна и П. К. Анохина, приходит к выводу, что выполнение реального и мысленного двигательного акта в принципе сходно. Затем, при экспериментальных исследованиях, Л. Пиккенхайн убедился ещё и в том, что внутренние обратные связи при выполнении мысленного движения все же существуют, он говорит, что это «копия эфферентной команды движения».
Тем не менее, стоит отметить, что данный метод корректировки, стабилизации, улучшения движения может применяться только при наличии навыков реальных двигательных программ.
Метод идеомоторной тренировки редко применяется в оптимизации функционального состояния человека. Однако имеет смысл его применять совместно с методом нервно-мышечной релаксации — упражнения, направленные на достижение релаксации, тоже могут быть трансформированы во внутренний план, что может способствовать их закреплению и стабилизации.

#### Сенсорная репродукция образов
Данный метод предполагает использование образных представлений или конкретных ситуаций, которые связаны с отдыхом, релаксацией и возможностью активировать свое состояние. Тем не менее, сенсорная репродукция отличается от идеомоторной тренировки по крайней мере тем, что она может быть использована в качестве самостоятельного метода оптимизации ФС. Спецификой является то, что все же данный метод направлен не на развитие воображения, а на формирование состояний определённого типа.

#### Аутогенная тренировка
В основе данного метода лежит возможность овладения самовнушением. Это характеризуется самонаблюдением за внутренними процессами, но скорее больше в пассивном ключе, и представлением желаемого, например, успокоения.
Классическим вариантом аутогенной тренировки является вариант И. Г. Шульца. Первый этап — расслабление — достигается с помощью шести специальных упражнений, направленных на разные системы органов:
1. мышцы;
2. кровеносные сосуды;
3. сердце;
4. дыхание;
5. брюшные органы;
6. голова.

Последовательно на каждой из этих областей фиксируется внимание и представляется желаемое ощущение, которое может выражаться в переживании чувства тепла, расслабленности и т. д.
Главным элементом аутогенной тренировки является усвоение и оперирование определёнными вербальными формулировками, или формулами самовнушения, которые выражаются в виде самоприказов. Механизм аутогенной тренировки основан на формировании связей между данными вербальными формулировками и возникновением необходимых состояний. Однако действительно эффективность работы этих связей зависит от степени освоения приемов саморефлексии, образных представлений и идеомоторных актов.
Для получения необходимого эффекта оптимизации и для достижения определённого состояния, формулируются самоприказы, которые задают нужную ориентацию для последующего развития состояния. Их ещё называют «формулы цели». Эти формулы могут иметь разную направленность — они могут способствовать отдыху и релаксации, легкому засыпанию, или наоборот, активизируют организм для последующей реализации деятельности. «Формулы цели» — это завершающий эта любой аутогенной тренировки.
Аутогенная тренировка способствует быстрому отдыху, так как восстановление сил в таком состоянии происходит гораздо быстрее, чем во время сна. Аутогенная тренировка также помогает регулировать кровообращение, ЧСС, частоту и глубину дыхания. Она также способствует активизации памяти, внимания, интеллектуальных способностей.

#### Другие методы
К методам активного изменения собственного состояния можно также отнести эзотерические медитационные техники, специализированные гимнастики, поведенческую терапию и т. д.